# Söprik a pápai utcát
A Söprik a pápai utcát népies dal (magyar nóta). Mára már magyar népdallá folklorizálódott.
Feldolgozás:
| Szerző        | Mire          | Mű                    |
| ------------- | ------------- | --------------------- |
| Farkas Ferenc | ének, zongora | 50 csárdás, 23. kotta |

## Története
A dallamát Szerdahelyi József írta. Először 1837. augusztus 28-án hangzott el a Népszínházban a Tündérkastély (Tündérlak) c. népszínműben, más szöveggel.
A dal szövege több hasonló szövegű, különböző dallamstílusú népdalok szövegéből származik. Dunántúlon pl.
Söprik a karádi utcát,

Szedik a magyar katonát
a bukoviniki székelyeknél
Söprik a hadiki utcát,

Maséroznak a katonák
szövegű népdalt énekeltek más-más dallammal.
A jelenlegi szöveg az 1848-as szabadságharcban a pápai nemzetőrök bevonulása alatt alakult ki. Az egy hétig tartó gyülekezés végére az összes nemzetőr énekelte a dalt, ami a szabadságharcban másutt is igen népszerűvé vált, melyhez hozzájárult az is, hogy több szerző felhasználta a dalt frissen írt katonaindulókban. Honvédek és más szemtanúk visszaemlékezései szerint Damjanich tábornok kedvenc dala volt.
A szabadságharc leverése után Bartay Ede dolgozta fel 50 népies csárdás c. művében 1850 körül, majd 1853-ban Szigligeti Ede Cigány c. népszínművében. Egy 1850–60 közötti Dalfüzér című kottás dalgyűjteményben már szerepel egy Söprik a pápai utcát kezdetű versszak is. Almási Sámuel gyűjteményében Harsognak a réztrombiták szöveggel található a dallam, amit később többen is átvettek tőle.

## Kotta és dallam
| Söprik a pápai utcát, masíroznak a katonák, tizenhat esztendős barna kislány sétál a regiment után. | Kérdi tőle a kapitány: Hová, hová, barna kislány? Mért kérdezi tőlem a kapitány? Megyek a szeretőm után. |

## Felvételek
- Szilveszteri nótaműsor. Oszvald Marikát ifj. Déki Lakatos Sándor zenekara kíséri  YouTube (2011. április 21.)  (Hozzáférés: 2016. február 7.) (videó) A dal kezdete: 9:45.
- Sëprik a pápai utcát. Énekel: Vörös Sári  YouTube (2011. augusztus 22.)  (Hozzáférés: 2016. február 7.) (audió, kotta)
- Söprik a pápai utcát. Előadja: Hetesfogat  YouTube (2013. szeptember 15.)  (Hozzáférés: 2016. február 7.) (audió, fényképek) Lakodalmas.

## Kapcsolódó lapok
- magyar nóta